# Епархия Лангра
Епархия Лангра (лат. Dioecesis Lingonensis, фр. Diocèse de Langres) — епархия в составе архиепархии-митрополии Реймса Римско-католической церкви во Франции. В настоящее время епархией управляет епископ Жозеф де Мец-Нобла.
Клир епархии включает 60 священников (53 епархиальных и 7 монашествующих священников), 17 диаконов, 9 монахов, 101 монахиню.
Адрес епархии: 11 rue des Platanes, B.P. 1036, 52008 Chaumont CEDEX, France.

## Территория
В юрисдикцию епархии входит 31 приход в департаменте Верхняя Марна в регионе Шампань — Арденны во Франции.
Кафедра епископа находится в городе Лангр в церкви Святого Мамета. На территории епархии в Шомон находится малая базилика Святого Иоанна Крестителя.

## История
Кафедра Лангра была основана в III веке, и в начале являлась епископством-суффраганством митрополии Лиона.
В IX веке епархия была разделена на большее число архидиаконатов: с 2 в 801 году до 6 в 903 году. В 830 году в Лангре прошёл поместный собор.
При правлении Меровингов и Каролингов многие епископы Лангра проживали в Дижоне.
В средние века епископы Лангра получили светскую власть в границах епархии с титулом графов. Им было также предоставлено право чеканить монету. Епископы Лангра пользовались привилегией нести скипетр во время коронации королей Франции.
9 апреля 1731 года епархия Лангра уступила часть своей территории в пользу новой епархии Дижона.
После конкордата 1801 года буллой Qui Christi Domini Папы Пия VII от 29 ноября 1801 года епархия Лангра была упразднена, а её территория разделена между епархиями Дижона и Труа. Тем не менее, епископ Сезар-Гийом де Ла Люзерн не оставил кафедру.
Новый конкордат, подписанный в июне 1817 года содержал пункт о восстановлении епархии. 1 октября 1817 года епископ Сезар-Гийом де Ла Люзерн, став кардиналом, был вторично поставлен на кафедру Лангра. Но конкордат не вступил в силу, поскольку не был ратифицирован парламентом в Париже.
6 октября 1822 года епархия была восстановлена буллой Paternae charitatis Папы Пия VII.
8 декабря 2002 года епархия Лангра вошла в церковную провинцию архиепархии Реймса.

## Ординарии епархии
- святой Сенатор (200);
- святой Иуст (220/240);
- святой Дезидерий (264);
- Мартин (284—301);
- Гонорат (301—327);
- святой Урбан[итал.] (327—375);
- Павлин I (375—410);
- Фратерн I (411—448);
- Фратерн II (448—455);
- святой Апрункул[фр.] (456—484) — назначен епископом Клермона;
- Арментарий (485—490);
- Венанций (490—493);
- Павлин II (493—498);
- Пациент (498—501);
- Альбизо (501—506);
- святой Григорий (507—539);
- святой Тетрик (539—572);
- Паппол (572—583);
- Муммол Добрый (581—588);
- Мигетий (упоминается в 614);
- Модоальд (625—626);
- Бертоальд (упоминается в 628);
- Сигоальд (650—660);
- Вульфранд (660—670);
- Годин (670—680);
- Адоин (680—682);
- Гарибальд (682—685);
- Эрон (686—713);
- Евсторгий (713—742);
- Водье (758);
- Хероальд (759);
- святой Герульф (759—772);
- Ариольф (772—778);
- Бальдрик (778—790);
- Бельто (790—820);
- Альберик (820 — 21.12.838);
- Тибо I (849—859);
- Исаак (859—880);
- Жильон де Турню (880—889);
- Тибо II (891—899);
- Аргрен (899—910/911);
- Гарнье I (912 — 19.07.923);
- Гоцелен де Бассиньи (925—931);
- Летерик (932);
- Эрик (934—942);
- Ашар (948 — 27.12.967);
- Видрик (970 — 20.08.980);
- Бруно де Руси (980—1015);
- Ламберт де Бассиньи (1016 — 24.08.1031);
- Ришар (1031);
- Юг де Бертей (1031—1049);
- Ардуэн (1050 — 29.09.1065);
- Гуго Рено (1065 — 03./05.04.1085);
- Роберт Бургундский (1085 — 19.10.1110);
- Жосеран де Брансьон (1113—1125);
- Гийен (1125 — 01./03.08.1136);
- Гильом I де Сабран (1136—1138);
- Годфруа де ла Рош-Ванно (1140—1163) — цистерцианец;
- Готье де Бургонь (1163—1179);
- Манассе де Бар (1179—1193);
- Гарнье II де Рошфор (1193—1199);
- Отен де Вандёвр (1200—1203);
- Роберт де Шатильон (1204—1208);
- Гильом де Жуанвиль (1209 — 24.04.1219) — назначен архиепископом Реймса;
- Юг де Монреаль (1219—1232);
- Робер де Туррот (1232 — 03.08.1240) — назначен епископом Льежа;
- Юг де Рошкорбон (20.02.1245 — 13.04.1250) — бенедиктинец;
- Ги де Рошфор (1250 — 18.06.1266);
- Ги де Женев (1268—1291/1292);
- Жан де Рошфор (23.07.1295 — 1305);
- Бертран де Гот (1306 — 11.11.1306) — назначен епископом Ажена;
- Гильом де Дюрфор де Дюра (15.11.1306 — 1319) — назначен архиепископом Руана;
- Луи де Пуатье (13.12.1320 — 26.08.1325) — назначен епископом Меца;
- Пьер де Рошфор (26.08.1325 — 1328);
- Жан де Шалон (06.04.1328 — 23.05.1335);
- Ги Боде (31.01.1336 — 1337 год|1337/1338);
- Жан де Пре (20.04.1338 — 25.09.1342) — назначен епископом Турне;
- Жан д’Aрси (25.09.1342 — 13.08.1344);
- Юг де Помар (31.08.1344 — 1345);
- Гийом де Пуатье (05.05.1345 — 06.09.1374);
- Бернар де ла Тур д’Овернь (14.07.1374 — 16.01.1395) — бенедиктинец;
- Людовик де Бар (02.04.1395 — 1413);
- Шарль де Пуатье (20.09.1413 — 07.12.1433);
- Жан Гобильон (1434);
- Филипп де Вьенн (12.04.1434 — 1452);
- Жан д’Осси (31.03.1452 — 1453);
- Ги Бернар (09.10.1454 — 28.04.1481);
- Жан III д’Aмбуаз (18.06.1481 — 1497);
- Жан IV д’Aмбуаз (22.05.1497 — 26.09.1512);
- Мишель Буде (1512 — 22.07.1527);
- Клод де Лонгви де Живри (1528 — 09.08.1561) — апостольский администратор;
- Луи де Бурбон (15.10.1563 — 1565);
- Пьер де Гонди (15.05.1566 — 14.12.1569) — назначен епископом Парижа;
- Шарль Перусс де Кар (19.12.1569 — 1614);
- Себастьен Заме (06.04.1615 — 02.02.1655);
- Луи Барбье де Ла Ривьер (15.11.1655 — 30.01.1670);
- Луи Арман де Симьен де Горде (28.09.1671 — 21.11.1695);
- Франсуа-Луи де Клермон-Toннерр (23.07.1696 — 12.03.1724);
- Пьер де Пардайян де Гондрен (20.11.1724 — 02.11.1733);
- Жильбер Гаспар де Монморен де Сен-Эрен (01.12.1734 — 19.05.1770);
- Сезар-Гийом де Ла Люзерн (10 сентября 1770 — 27 января 1802);
  - Антуан-Юбер Ванделенкур (1791—1802 — антиепископ;
- Сезар-Гийом де Ла Люзерн (1 октября 1817 — 21 июня 1821);
  - кафедра упразднена (1801—1822);
- Жильбер-Поль Арагоне д’Oрс (17.11.1823 — 20.06.1832);
- Жак-Мари-Адриен-Сезар Матьё (23.09.1832 — 22.06.1834) — назначен архиепископом Безансона;
- Пьер-Луи Паризи (28.08.1834 — 12.08.1851) — назначен епископом Арраса;
- Жан-Жак-Мари-Антуан Герен (15.10.1851 — 19.03.1877);
- Гийом-Мари-Фредерик Буанж (15.06.1877 — 05.05.1884);
- Альфонс-Мартен Ларуэ (13.11.1884 — 14.12.1899);
- Себастьен Эршер (07.12.1899 — 19.01.1911);
- Мари-Огюстен-Оливье де Дюфор де Сиба де Лорж (09.02.1911 — 03.09.1918) — назначен епископом Пуатье;
- Теофиль-Мари Лувар (10.03.1919 — 31.10.1924) — назначен епископом Кутанса;
- Жан-Батист Тома (30.03.1925 — 16.01.1929);
- Луи-Жозеф Фийон (21.06.1929 — 24.12.1934) — назначен епископом Буржа;
- Жорж-Эжен-Эмиль Шоке (29.05.1935 — 11.02.1938) — назначен епископом Тарб-э-Лурда;
- Фирмен Лами (27.07.1938 — 05.06.1939);
- Луи Широн (06.10.1939 — 15.01.1964);
- Альфред-Жозеф Аттон (15.01.1964 — 05.08.1975);
- Люсьен-Шарль-Жильбер Дало (05.08.1975 — 12.12.1980) — назначен архиепископом Безансона;
- Леон Эме Таверде (14.10.1981 — 16.12.1999);
- Филипп-Жан-Мари-Жозеф Генеле (16 декабря 1999 — 21 января 2014);
- Жозеф де Мец-Нобла (21 января 2014 — по настоящее время).

## Статистика
На конец 2004 года из 193 768 человек, проживающих на территории епархии, католиками являлись 140 000 человек, что соответствует 72,3 % от общего числа населения епархии.
| год  | население | население | население | священники | священники        | священники         | священники                           | постоянные диаконы | монахи  | монахи  | приходы |
| год  | католики  | всего     | %         | всего      | белое духовенство | черное духовенство | число католиков на одного священника | постоянные диаконы | мужчины | женщины | приходы |
| ---- | --------- | --------- | --------- | ---------- | ----------------- | ------------------ | ------------------------------------ | ------------------ | ------- | ------- | ------- |
| 1950 | 180.000   | 181.840   | 99,0      | 272        | 244               | 28                 | 661                                  |                    | 55      | 356     | 444     |
| 1970 | 205.000   | 216.700   | 94,6      | 197        | 170               | 27                 | 1.040                                |                    | 45      | 273     | 444     |
| 1980 | 196.800   | 214.000   | 92,0      | 146        | 123               | 23                 | 1.347                                |                    | 36      | 175     | 444     |
| 1990 | 205.400   | 223.600   | 91,9      | 116        | 99                | 17                 | 1.770                                | 7                  | 34      | 150     | 548     |
| 1999 | 180.000   | 200.000   | 90,0      | 81         | 73                | 8                  | 2.222                                | 10                 | 12      | 121     | 31      |
| 2000 | 160.000   | 198.000   | 80,8      | 75         | 67                | 8                  | 2.133                                | 10                 | 12      | 120     | 31      |
| 2001 | 160.000   | 198.000   | 80,8      | 75         | 67                | 8                  | 2.133                                | 12                 | 11      | 113     | 31      |
| 2002 | 140.000   | 194.873   | 71,8      | 70         | 64                | 6                  | 2.000                                | 12                 | 9       | 113     | 31      |
| 2003 | 140.000   | 194.873   | 71,8      | 70         | 64                | 6                  | 2.000                                | 17                 | 9       | 106     | 31      |
| 2004 | 140.000   | 193.768   | 72,3      | 60         | 53                | 7                  | 2.333                                | 17                 | 9       | 101     | 31      |